# Гериг, Лу
Генри Луи Гериг (англ. Henry Louis Gehrig; 19 июня 1903, Нью-Йорк — 2 июня 1941, Нью-Йорк), прозванный за выносливость «Железный конь» — защитник первой базы Главной лиги бейсбола. На протяжении всей своей 17-летней карьеры (1923—1939) он играл за Нью-Йорк Янкис. Гериг установил несколько рекордов лиги. Он также провёл наибольшее (23) количество «Грэнд Слэм» ударов.
Гериг запомнился мастерством нападающего, рекордным (2130) количеством подряд сыгранных за свою команду матчей, и трагическим уходом из спорта в возрасте 36 лет, когда он заболел боковым амиотрофическим склерозом, который широко известен в США и Канаде как «болезнь Лу Герига».
Имя Герига было включено в Зал славы бейсбола в 1939 году. В 1969 году Ассоциацией бейсбольных журналистов США он был признан величайшим защитником первой базы всех времён, а в 1999 году по результатам голосования фанатов он был выбран в состав «Команды века Главной бейсбольной лиги» (англ. Major League Baseball All-Century Team). В 1927 и 1936 годах Лу Гериг награждался премией Американской лиги «Самый ценный игрок Главной лиги бейсбола» (англ. Major League Baseball Most Valuable Player Award), он также был победителем «Тройной Короны» в 1934 году. По его биографии снят художественный фильм «Гордость янки», входящий в список 100 самых вдохновляющих американских фильмов за 100 лет по версии AFI.

## Зал Славы
7 декабря 1939 года во время зимней встречи Baseball Writers' Association of America, Лу Гериг был включён в Зал славы бейсбола по результатам специального голосования, проведённого в связи с его болезнью. В возрасте 36 лет он стал вторым самым молодым игроком, удостоенным такой чести (после Сэнди Коуфакса). Однако официальная церемония включения не проводилась. 28 июля 2013 года во время ежегодной церемонии включения в Зал бейсбольной славы, проходившей с 26 по 29 июля в Куперстауне (штат Нью-Йорк), прошла специальная церемония, посвящённая ему и ещё одиннадцати умершим игрокам, включая Роджера Хорнсби.

## Лу Гериг в кино и на телевидении
В 1938 году Лу Гериг сыграл самого себя в фильме кинокомпании 20th Century Fox Rawhide. В 2006 году было опубликовано исследование Американской академии неврологии, в котором учёные провели анализ этого фильма, а также фотографии Герига, снятых между 1937 и 1939 годaми, пытаясь найти момент, когда у Герига начали проявляться симптомы бокового амиотрофического склероза. Учёные пришли к выводу, что по фотографиям атрофия мышц рук могла быть зафиксированной в 1939 году, однако никаких видимых аномалий в момент съёмок Rawhide в январе 1938 года заметно не было.
В 1942 году по мотивам жизни Лу Герига был снят фильм «Гордость янки», в котором роль бейсболиста сыграл Гэри Купер, а его жены Элеоноры — Тереза Райт. Фильм получил 11 номинаций на премию «Оскар», став победителем в категории за лучший монтаж. В фильме также снялись игроки «Янкис» — Бейб Рут, Боб Мьюзел, Марк Кёниг и Билл Дики, а также спортивный комментатор Билл Стерн.
В 1978 году вышел фильм, основанный на автобиографической книге «My Luke and I» Элеоноры Гериг и Джозефа Дурсо, A Love Affair: The Eleanor and Lou Gehrig, роли Элионоры и Лу Герига в котором исполнили Блайт Даннер и Эдвард Херрманн.

## Рекорды и достижения
Через шестьдесят лет после ухода из бейсбола, в 1999 году при выборе «Команды века Главной бейсбольной лиги», Гериг получил самое большое количество голосов в голосовании болельщиков.
В 1999 году издание Sporting News поставило Герига на шестую строчку в списке 100 величайших бейсболистов.

### Рекорды

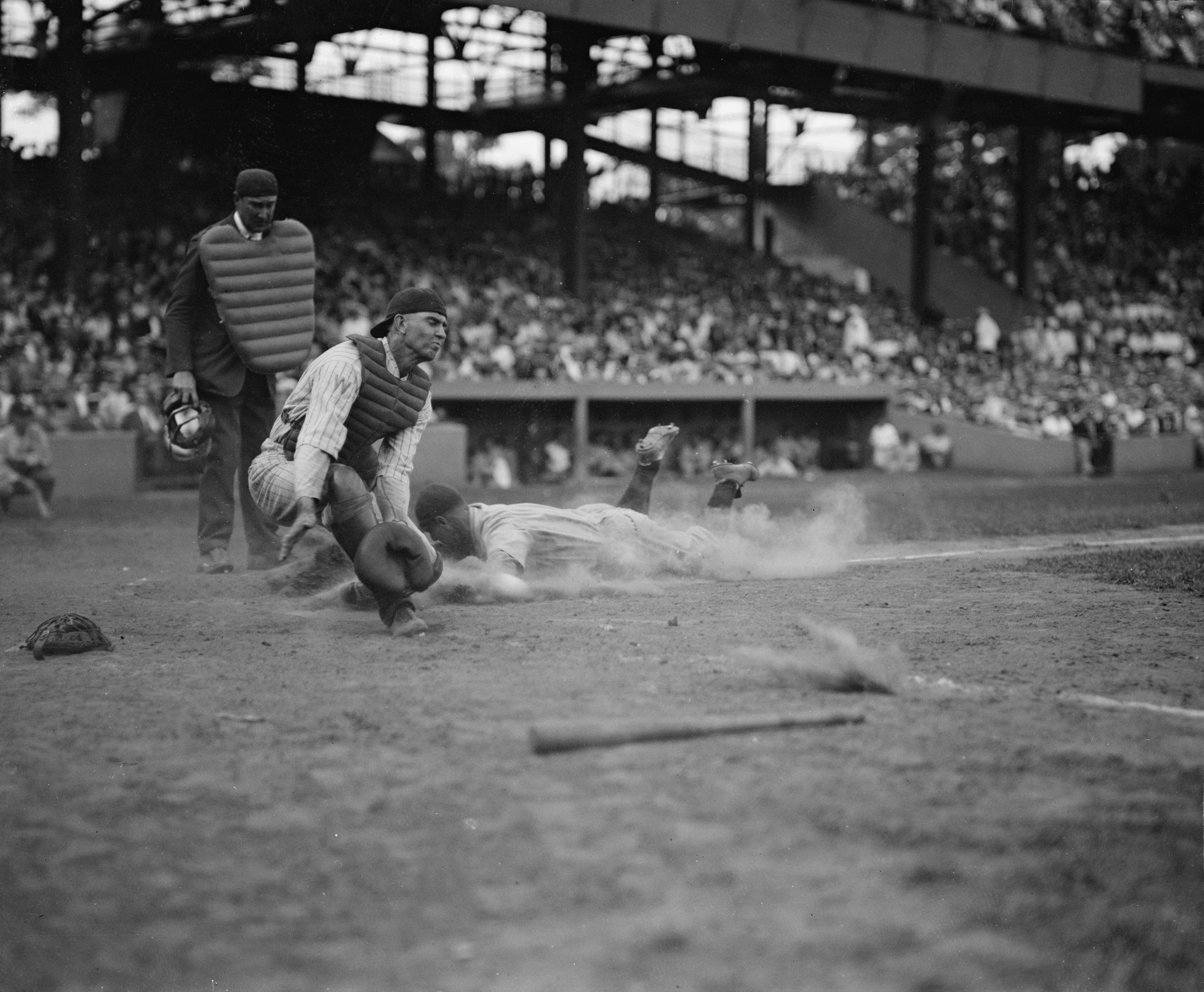
Гериг выполняет слайд в дом в 1925 году.

| Достижение                                                               | Record        | Прим. |
| ------------------------------------------------------------------------ | ------------- | ----- |
| Количество проведённых подряд сезонов с показателем RBI 120 и более      | 8 (1927—1934) | [ 7 ] |
| Количество runs batted in (RBI), сделанных игроком первой базы           | 1995          | [ 7 ] |
| Количество очков, набранных игроком первой базы                          | 1888          | [ 7 ] |
| Самый высокий процент попадания на первую базу среди игроков первой базы | 44,7          | [ 7 ] |
| Количество пробежек среди игроков первой базы                            | 1508          | [ 7 ] |
| Самый высокий процент сильных ударов среди игроков первой базы           | 63,2          | [ 7 ] |
| Самое большое количество экстра-базовых хитов среди игроков первой базы  | 1190          | [ 7 ] |
| Рекорды за сезон                                                         |               |       |
| Самое большое количество RBI среди игроков первой базы                   | 184 (1931)    | [ 7 ] |
| Самое большое количество набранных очков среди игроков первой базы       | 167 (1936)    | [ 7 ] |
| Самый большой процент сильных ударов среди игроков первой базы           | 76,5 (1927)   | [ 7 ] |
| Экстра-базовые хиты среди игроков первой базы                            | 117 (1927)    | [ 7 ] |
| Количество занятых баз среди игроков первой базы                         | 447 (1927)    | [ 7 ] |
| Рекорды за одну игру                                                     |               |       |
| Количество хоум-ранов                                                    | 4             | [ 7 ] |